# 장서화
장서화(1990년 1월 19일 ~ )은 대한민국의 성우로, 2018년 대원방송 성우극회 공채 9기로 입사했다. 

## 출연 작품

### 애니메이션
- 신 도라에몽 14 ~ 15기
- 마법사 프리큐어! - 프랑소와, 샤킨스
- 원피스 - 탱크, 하이루딘
- 페어리 테일 - 아크놀로기아, 제이콥 레시오
- 소공녀 세라
- 카비온 - 바오, 피온, 빙빙팽, 북빼미, 트리온
- 명탐정 코난 - 고우람(21기 17화), 방규석(21기 20화)
- 미래소년 코난 - 모우, 굿치, 테리트

### 극장판
- 원피스 스탬피드 - 페스타 부하
- 장화신은 고양이: 끝내주는 모험 - 성주, 동요남, 베이커, 베이커 군단, 병사

### 특촬
- 가면라이더 지오 - 마키나 렌토 외 각종 단역
- 파워레인저 다이노소울 - 디메볼케이노
- 파워레인저 루팡포스 VS 패트롤포스 - 데스트라 마초 외 각종 악역
- 파워레인저 젠카이저(대원방송) - 투우 월드

### 외화
- 미즈 마블 - 카림(아라미스 나이트)